# Macram Max Gassis
Macram Max Gassis MCCI (ur. 21 września 1938 w Chartumie, zm. 4 czerwca 2023 w Mechanicsburg) – sudański biskup katolicki, kombonianin, biskup diecezjalny Al-Ubajjid w Sudanie w latach 1988–2013.

## Życiorys
Macram Gassis urodził się 21 września 1938 w Chartumie. Uczęszczał do szkoły prowadzonej przez misjonarzy ze zgromadzenia kombonianów w rodzinnym Chartumie. W latach 1955–1964 zdobył edukację filozoficzną i teologiczną w Wielkiej Brytanii i we Włoszech w seminariach komboniańskich. W 1957 złożył śluby zakonne. W 1964 przyjął święcenia kapłańskie w Weronie. Po powrocie do Sudanu był wikariuszem parafialnym w Wad Medani w centralnej części kraju. Następnie pracował jako proboszcz w parafiach w Gedaref, Kassala oraz New Halfa we wschodniej części kraju. W 1971 został kanclerzem kurii diecezjalnej. W latach 1973–1983 był sekretarzem generalnym konferencji episkopatu Sudanu. W 1979 zdobył dyplom z prawa kanonicznego i administracji Katolickiego Uniwersytetu Ameryki w Waszyngtonie.
W latach 1983–1988 Gassis był administratorem apostolskim Al-Ubajjid. 15 maja 1988 wyświęcony na biskupa został biskupem diecezji Al-Ubajjid. Jako jedyny mówiący po arabsku biskup sudańskiej konferencji episkopatu prowadził rozmowy z przedstawicielami rządu. Rząd Sudanu wniósł akt oskarżenia przeciwko biskupowi Gassisowi, gdy ten złożył oświadczenie przed Kongresem USA, w którym informował o zbrodniach popełnianych przez władze przeciwko własnemu narodowi. Za swoją działalność w obronie ludności chrześcijańskiej swojego kraju i nawoływanie do respektowania praw człowieka przez rząd w Chartumie bp Gassis był nagradzany wieloma nagrodami. Do śmierci rezydował w Kenii. Podróżował po Europie i Północnej Ameryce, prosząc o pomoc w wymuszeniu przestrzegania praw człowieka w Sudanie. Informował opinię publiczną o prześladowaniach religijnych na ludności chrześcijańskiej, bombardowaniu osiedli ludzkich, terroryzowaniu głodem i morderstwach.
W 2011 bp Gassis gościł w Polsce z okazji III Dnia Solidarności z Kościołem Prześladowanym.
28 października 2013 papież Franciszek przyjął jego rezygnację złożoną ze względu na osiągnięty wiek emerytalny.